# Porquéricourt
Porquéricourt település Franciaországban, Oise megyében. Lakosainak száma 412 fő (2022. január 1.). Porquéricourt Beaurains-lès-Noyon, Lagny, Noyon, Sermaize, Suzoy és Vauchelles községekkel határos.

## Népesség
A település népességének változása:
| Lakosok száma | 379  | 379  | 390  | 393  | 396  | 398  | 401  | 410  | 412  |
|               | 2013 | 2015 | 2016 | 2017 | 2018 | 2019 | 2020 | 2021 | 2022 |